# Au'Diese Toney
Au'Diese Mavaire Toney (Birmingham, Alabama, 12 de noviembre de 1999) es un baloncestista estadounidense que pertenece a la plantilla del Kolossos Rodou B.C. de la A1 Ethniki griega. Con 1,98 metros de estatura, juega en la posición de escolta. Es primo de los también baloncestistas profesionales John Petty Jr. y Trevor Lacey.

## Trayectoria deportiva

### Universidad
Jugó tres temporadas con los Panthers de la Universidad de Pittsburgh, en las que promedió 9,7 puntos, 5,4 rebotes, 1,1 asistencias y 1,0 robos de balón por partido.
Pata su temporada senior fue traspasado a los Razorbacks de la Universidad de Arkansas, promediando 10,5 puntos y 5,2 rebotes por partido. El 23 de noviembre anotó 19 puntos y capturó nueve rebotes en la victoria por 73-67 contra Cincinnati para ganar el Hall of Fame Classic, por lo que fue nombrado MVP del torneo.

#### Estadísticas
| Año     | Equipo     | PJ  | PT  | MPP  | %TC  | %3P  | %TL  | RPP | APP | ROB | TPP | PPP  |
| ------- | ---------- | --- | --- | ---- | ---- | ---- | ---- | --- | --- | --- | --- | ---- |
| 2018–19 | Pittsburgh | 32  | 28  | 25.2 | .360 | .246 | .663 | 5.6 | .5  | .7  | .1  | 7.5  |
| 2019–20 | Pittsburgh | 31  | 25  | 30.5 | .461 | .328 | .655 | 4.8 | 1.2 | 1.2 | .1  | 9.5  |
| 2020–21 | Pittsburgh | 16  | 16  | 34.9 | .464 | .340 | .667 | 5.9 | 2.3 | 1.3 | .1  | 14.4 |
| 2021–22 | Arkansas   | 36  | 33  | 32.4 | .521 | .290 | .781 | 5.2 | .8  | .6  | .5  | 10.5 |
| Total   | Total      | 115 | 102 | 30.2 | .452 | .300 | .705 | 5.3 | 1.0 | .9  | .2  | 9.9  |

### Profesional
Tras no ser elegido en el Draft de la NBA de 2022, el 3 de noviembre de 2022 fue incluido en la plantilla de la noche inaugural de los Lakeland Magic de la G League. Allí jugó una temporada, en la que promedió 8,5 puntos y 4,6 rebotes por partido.
El 13 de octubre de 2023 firmó contrato con los Denver Nuggets de la NBA, pero fue despedido el 18 de octubre. El 9 de noviembre de 2023 fue incluido en la lista de la noche inaugural de los Grand Rapids Gold, el filial de los Nuggets en la G League.
El 25 de julio de 2024 fichó por el Kolossos Rodou B.C. de la A1 Ethniki griega.